# Sakura Gakuin
Sakura Gakuin (さくら学院, "Cherry Blossom Academy"; en franc.: "Académie Cerisier") est un groupe féminin de J-pop, à l'effectif changeant, composé de très jeunes idoles japonaises et ayant commencé leur carrière en 2010. Il est produit par l'agence de talent Amuse Inc., sous le label Universal Music Japan. Le groupe se dissout le 31 août 2021 après 11 ans d'activité.

## Concept du groupe
Le concept général est que Sakura Gakuin fonctionne comme une académie. Les membres doivent être au mieux étudiantes au collège, comme elles sont toutes vêtues d'un uniforme scolaire. Lorsqu'elles quittent le collège, elles doivent aussi quitter le groupe et sont remplacées par des plus jeunes, par toute évidence l'effectif du groupe change régulièrement.
Par ailleurs, la leader, qui est le membre le plus âgé, possède également le titre de « présidente du conseil des étudiants ».
Sakura Gakuin possède plusieurs sous-groupes représentant des clubs d’activité périscolaire (voir plus en détail la section Sous-groupes ci-dessous) :
- Baton Club (バトン部, Baton-bu?) - Twinklestars
- Heavy Metal Club (重音部, Jūon-bu?) - Babymetal
- Cooking Club (クッキング部, Kukkingu-bu?) - Mini-Patissier (ミニパティ?)
- Newspaper Club (新聞部, Shinbun-bu?) - SCOOPERS
- Go Home Club (帰宅部, Kitaku-bu?) - Sleepiece
- Tennis Club (テニス部, Tenisu-bu?) - Pastel Wind
- Science Club (科学部, Kagaku-bu?) - Kagaku Kyumei Kiko LOGICA? (科学究明機構ロヂカ??)
- Wrestling Club (プロレス同好会, Puroresu dōkōkai?)
- Purchasing Club (購買部, Kōbaibu?)
- Art Club (美術部, Bijuchu-bu?) - Art Performance Unit trico dolls

## Histoire

### 2010-2011: Les débuts etSakura Gakuin 2010nendo ~message~
Le groupe Sakura Gakuin a été créé en avril 2010, par l'agence de talent Amuse, Inc.. En août, le groupe a participé au Festival de Tokyo Idol 2010. Ce fut l'événement où le groupe fait son apparition pour la première fois. En octobre 2010, le premier sous-groupe de Sakura Gakuin appelé Twinklestars (du Baton Club ; dans le thème des Majorettes), composé de 7 membres, a été formé. Avant même que Sakura Gakuin commence à sortir des disques, en novembre, Twinklestars sort son premier single Dear Mr. Socrates.
C'est au tour de Sakura Gakuin de sortir son premier single en major, Yume ni Mukatte / Hello! IVY, le 12 décembre 2010 sous Toys Factory. Le premier album Sakura Gakuin 2010nendo ~message~ de Sakura Gakuin a été programmé pour sortir le 23 mars 2011, mais il a été finalement reporté au 27 avril en raison du séisme et du tsunami ayant touché le Japon le 11 mars à la même année. Le 30 mai, on annonce que Twinklestars réalise un nouveau single intitulé Please! Please! Please! le 6 juillet 2011.
En août, Sakura Gakuin participe au Festival Idol Tokyo pour la deuxième année consécutive. Le groupe change ensuite de label d'enregistrement en octobre 2011. Il est transféré de Toys Factory vers Universal Music Japan. Le groupe d’idoles participe à une publicité pour NTT Eastern Japan Flet’s Hikari WiFi (NTT東日本 Flet’s 光 WiFi) fin 2011. Le 23 octobre 2011, lors d'un événement qui a eu lieu à Tokyo, il est annoncé que le deuxième single du groupe serait appelé Verishuvi et il serait réalisé le 21 décembre sous Universal Music. La nouvelle chanson est interprétée pour la première fois un mois plus tôt, le 23 novembre.

### 2012:Sakura Gakuin 2011nendo ~Friends~
L'année suivante, la diffusion de leur émission de divertissement Sakura Gakuin Sun (さくら学院) débute en janvier 2012 sur Tokyo MX. Ensuite, le 3e single Tabidachi no Hi ni de Sakura Gakuin sort le 15 février 2012, et se classe no 6 du classement quotidien l'Oricon le 14 février et no 14 au classement hebdomadaire de l'Oricon où il s'y maintient pendant 2 semaines.
Trois des membres, Ayami, Ayaka et Airi sont diplômées de Sakura Gakuin en avril 2012, et quittent le groupe ce mois-ci (d'autant plus que le sous-groupe du Newspaper Club, Scoopers, dans le thème de la presse, occupé par deux des membres diplômés Ayaka et Airi, se dissoudra). Peu après, trois nouveaux membres Yunano, Saki et Mariri (les plus jeunes du groupe) sont intégrées dans le groupe en mai 2012.
Au mois d'août 2012, TIF a planifié les horaires pour les deux jours (4 août 2012 /  5 mai 2012) et il a été dit qu'un nouveau sous-groupe de Sakura Gakuin débutera en concert. Ce nouveau sous-groupe sera dans le Tennis Club, nommé Pastel Wind, qui se compose de 4 membres (Nene, Marina, Hana et Yunano), Nene étant la leader du groupe. 25 jours après la première formation officielle du Tennis Club, des rumeurs selon lesquelles une nouvelle sous-unité se serait formée, Kagaku Kyumei Kiko LOGICA? (Science Club) et qu'il se compose de 3 membres. Le 1er septembre 2012, il est officiellement révélé que le sous-groupe sera la nouvelle unité et que les membres du Science Club sont bien Marina, Hinata et Rinon. Le 1er octobre 2012, il est officiellement annoncé la  page d'accueil de Sakura Gakuin que Kagaku Kyumei Kiko LOGICA? sortira son 1er single Science Girl ▽ Silence Boy, le 21 novembre 2012.

### 2013:Sakura Gakuin 2012nendo ~My Generation~et nouveaux uniformes
Le 6 octobre 2012, il a été annoncé que BABYMETAL, le deuxième sous-groupe, sortira son 1er single "major", Ijime, Dame, Zettai (après plusieurs singles "indies'") le 9 janvier 2013. Il y aura 4 versions différentes - 3 versions limitées I, D et Z et une version régulière.
Sakura Gakuin sort son 5e single My Graduation Toss le 27 février 2013 et son troisième album Sakura Gakuin 2012nendo ~My Generation~ le 13 mars 2013. Le groupe a tenu la  Graduation Concert 2012 The Road to Graduation Final pour Suzuka Nakamoto au Tokyo International Forum le 31 mars 2013. Mariri Sugimoto quittera le groupe en même temps que Suzuka, pour se reconvertir en tant que modèle (elle n'est alors restée fidèle au groupe que pendant dix mois seulement). Cependant, Suzuka, membre et leader de BABYMETAL, n'est plus membre de Sakura Gakuin mais reste fidèle à BABYMETAL qui alors ne dépendra plus du groupe-mère et continuera ses activités en tant que groupe. Après la graduation de membres Suzuka et Mariri, le groupe commence son nouveau semestre scolaire, le 5 mai 2013 au Shibuya Cultural Center Owada avec deux nouveaux membres, Saki Shirai et Aiko Yamaide, et le groupe change d'uniforme. Le groupe sort son 6e single Ganbare!!, qui sort en octobre 2013 et qui se classe 6e à l'Oricon ; il est le single du groupe à être le mieux classé à l'Oricon.
Par ailleurs, Moa Kikuchi et Yui Mizuno ont animé une rubrique dans l’émission Saku Saku diffusée sur TV Kanagawa entre 2011 et mars 2013.

### 2014:Sakura Gakuin 2013nendo ~Kizuna~et départ complet des membres de la1regénération
Le groupe sort un 7e single Jump Up ~Chiisana Yūki~, qui est le dernier single avec les quatre derniers membres de la 1re génération Raura Iida, Marina Horiuchi, Nene Sugisaki et Hinata Satō, qui quitteront le groupe le mois suivant, quelques jours après la sortie du quatrième album du groupe Sakura Gakuin 2013nendo ~Kizuna~, fin mars 2014 ; ce qui provoquera aussi la fin officieuse du sous-groupe sleepiece.
Après la graduation des quatre derniers membres de la 1re génération en mars 2014, c'est Moa Kikuchi qui est nommée 4e Présidente du Conseil des Étudiantes au lieu de Yui Mizuno, le plus âgé des membres du groupe. Cette dernière est plutôt nommée Vice Présidente, une première dans le groupe.
Une compilaton Hōkago Anthology from Sakura Gakuin est sortie le 5 mai 2014. Il inclut les meilleures chansons de leurs sous-groupes Babymetal, Twinklestars, Pastel Wind, sleepiece, Mini-Patissier, Kagaku Kyumei Kiko LOGICA? et Scoopers. À cette même date, deux nouveaux membres sont recrutés, Sara Kurashima et Megumi Okada, et forment le 6e génération du groupe ; c'est la première fois que le groupe occupe au total dix membres en trois ans.
En septembre 2014, le premier sous-groupe Twinklestars, occupant seulement Yui Mizuno et Moa Kikuchi (après le départ successifs des précédents membres), reprend ses activités après son retrait deux auparavant avec l'adjonction des membres Rinon Isono, Aiko Yamaide et Sara Kurashima.
Peu après, la nouvelle formation de Sakura Gakuin sort en octobre 2015 un single sous format DVD Heart no Hoshi qui se classe 2e à l'Oricon.

### 2015:Sakura Gakuin 2014-nendo ~Kimi ni Todoke~
Il est annoncé l'année suivante, en janvier 2015, que groupe sortira un nouveau single en DVD Aogeba Tōtoshi ~From Sakura Gakuin 2014~ le 4 mars suivant.
En outre, il est également annoncé la sortie du 5e album Sakura Gakuin 2014-nendo ~Kimi ni Todoke~ sera publié le 25 mars 2015. Par ailleurs, comme Sakura Gakuin impose une règle sur le fait que les membres doivent quitter du groupe quand elles sont diplômées du collège, la règle s'applique cette fois-ci à la leader Moa Kikuchi (15 ans), Yui Mizuno (15 ans) en parallèle membres de BABYMETAL ainsi que Yunano Notsu (15 ans) et Hana Taguchi (15 ans). Leur départ est annoncé en janvier ; elles sont diplômées de Sakura Gakuin après un concert qui se tiendra au NHK Hall le 29 mars 2015. Par conséquent, le sous-groupe Mini-Patissier, occupé par Yui, Moa et Hana, est mis en sommeil après leur départ.
Le 6 mai suivant, de nouveaux membres intègrent le groupe : Mirena Kurosawa, Momoko Okazaki, Maaya Asō, Marin Hidaka, Kano Fujihira, Soyoka Yoshida.
Durant la fin de l'année, les sous-groupes Mini-Patissier et sleepiece sont relancés avec l'arrivée des membres suivants :  Aiko Yamaide, Momoko Okazaki, Marin Hidaka (pour Minipati) ; Maaya Asō, Saki Ōga, Mirena Kurosawa (pour  sleepiece).

### 2016:Sakura Gakuin 2015-nendo ~Kirameki no Kakera~
Le groupe sort leur nouvelle album intitulé Sakura Gakuin 2015-nendo ~Kirameki no Kakera~ le 3 mars 2016 et le 27 de ce même mois, ils organisent un concert de fin d'année où les membres actuels (Rinon Isono, Saki Ōga et Saki Shirai) obtiennent leur diplôme puis quittent le groupe. Le 6 mai, une nouvelle sélection débute et Yuzumi Shintani, Tsugumi Aritomo et Momoe Mori ont été présentés comme nouveaux membres. Sara Kurashima devient la nouvelle représentante de l'institut, soutenue par Aiko Yamaide et Mirena Kurosawa dans les rôles de représentante adjointe de l'institut et de présidente du MC respectivement. À cette occasion, les nouveaux uniformes du groupe ont également été dévoilés.

### 2017- 2021: dernières activités et dissolution
Un nouvel album Sakura Gakuin 2016 Nendo: Yakusoku sort le 3 mars 2017.
Un nouvel album Sakura Gakuin 2017-nendo ~My Road~ sort le 3 mars 2018.
En mai 2018, Sana Shiratori, Kokona Nonaka et Yume Nozaki ont rejoint le groupe. Lors du concert au cours duquel les nouveaux membres ont été présentés, il a été annoncé que Yuzumi Shintani était devenue présidente de la classe, avec Maaya Asō comme présidente de la discussion, Marin Hidaka comme présidente de la percée (hamidase), Kano Fujihira comme présidente de la performance, et Soyoka Yoshida comme présidente de l'éducation.
Le 30 mars 2019, les membres Maaya, Marin et Yuzumi ont reçu leur diplôme de Sakura Gakuin.
L'année 2019 marque également le départ des uniformes gris, remplacés par des uniformes bleu foncé.Le 6 mai, Neo Sato, Miko Todaka et Sakia Kimura ont rejoint le groupe.Il a également été annoncé que Kano Fujihira était devenu président de classe, avec Soyoka Yoshida comme président de la persévérance, Tsugumi Aritomo comme président de la percée, et Momoe Mori comme président de la discussion. Le 19 octobre 2019, lors du rappel du Sakura Gakuin Festival 2019, les identités des membres de @onefive ont été révélées, et ils ont interprété « Pinky Promise » pour la première fois.
Le 3 mars 2020, le groupe sort Sakura Gakuin 2019 Nendo: Story. Une série de concerts était prévue à partir du[Quand ?] pour marquer les remises de diplômes de Kano, Soyoka, Tsugumi et Momoe mais fut reporté le 29 mai à cause de la pandémie du COVID-19. Une autre cérémonie de remise des diplômes, uniquement retransmise en direct, a ensuite été prévue pour le 30 août.
Le 1er septembre 2020, il a été annoncé que Sakura Gakuin resterait un groupe de huit membres jusqu'à sa dissolution le 31 août 2021.
Les huit membres restants ont été nommés au conseil étudiant, Kokona Nonaka devenant le dixième et dernier président du conseil étudiant. Sana Shiratori est devenue la présidente de la discussion, Miki Yagi la troisième vice-présidente et Miku Tanaka la deuxième présidente de l'esprit. Yume Nozaki est la première et unique présidente des relations publiques, Neo Sato la quatrième présidente de l'éducation, Miko Todaka la troisième présidente de la représentation et Sakia Kimura la première et unique présidente « téméraire » et la plus jeune membre de Sakura Gakuin à avoir été nommée au conseil des étudiants.
Le 5 juin 2021, Sakura Gakuin a organisé un concert en ligne pour célébrer son dixième anniversaire, intitulé 10th Anniversary Sakura Gakuin 2020 : The Days.
Le groupe a donné son dernier concert le 29 août 2021 au Nakano Sun Plaza, avant de se dissoudre deux jours plus tard,,.

## Sous-groupes
| Club             | Sous-groupes                     | En japonais             | Membres | Statut                                      |
| ---------------- | -------------------------------- | ----------------------- | --- | ------------------------------------------- |
| Baton Club       | Twinklestars                     | バトン部                | 1re génération : Ayami Mutō, Raura Iida, Marina Horiuchi, Nene Sugisaki, Hinata Satō, Yui Mizuno, Moa Kikuchi 2e génération : Yui Mizuno, Moa Kikuchi, Yunano Notsu, Aiko Yamaide, Sara Kurashima                                             | Inactif                                     |
| Heavy Music Club | BABYMETAL                        | 重音部                  | SU-METAL (Suzuka Nakamoto; leader), YUIMETAL (Yui Mizuno), MOAMETAL (Moa Kikuchi) | En activité Ne dépend plus de Sakura Gakuin |
| Cooking Club     | Mini-Patissier                   | クッキング部 ミニパティ | 1re génération : Marina Horiuchi (jaune), Nene Sugisaki (vert), Raura Iida (rose) 2e généraion : Yui Mizuno (jaune), Moa Kikuchi (vert), Hana Taguchi (rose) 3e génération : Momoko Okazaki (jaune), Marin Hidaka (vert), Aiko Yamaide (rose) | Inactif                                     |
| Newspaper Club   | SCOOPERS                         | 新聞部                  | Ayaka Miyoshi, Airi Matsui | Dissous                                     |
| Go Home Club     | sleepiece                        | 帰宅部                  | 1re génération : Raura Iida (rose), Marina Horiuchi (jaune), Nene Sugisaki (vert) 2e génération : Maaya Asō (rose), Saki Ōga (jaune), Mirena Kurosawa (vert) 3e génération : Maaya Asō (rose), Kano Fujihira (jaune), Mirena Kurosawa (vert)  | Inactif                                     |
| Tennis Club      | Pastel Wind                      | テニス部                | Anciens membres : Nene Sugisaki (leader), Yunano Notsu, Hana Taguchi, Marina Horiuchi, Saki Ōga | Inactif                                     |
| Science Club     | Kagaku Kyumei Kiko LOGICA?       | 科学部                  | 1re génération : MaRi7 (Marina Horiuchi ; leader), Hi7TA (Hinata Satō), RiNon (Rinon Isono) 2e génération : RiNon (Rinon Isono) SaRA (Sara Kurashima), Mg3 (Megumi Okada) 3e génération : Sara Kurashima, Megumi Okada, Momoko Okazaki        | Inactif                                     |
| Wrestling Club   | Pro-Wrestling Circle             | プロレス同好会          | Anciens membres : Hana Taguchi, Rinon Isono | Inactif                                     |
| Purchasing Club  | Koubaibu                         | 購買部                  | Anciens membres : Yunano Notsu (rose), Saki Shirai (blanc) Membre(s) actuel(s) : Soyoka Yoshida (rose), Tsugumi Aritomo (blanc) | Inactif                                     |
| Art Club         | Art Performance Unit trico dolls | 美術部                  | Ancien membre : Yuzumi Shintani, Momoe Mori (leader) Membres actuels : Yume Nozaki | Inactif                                     |

## Membres
Tableau de tous les membres de Sakura Gakuin
| Prénom et Nom                | Date de Naissance | Âge             | Remarques                                                   | Génération      |
| Membres actuels              | Membres actuels   | Membres actuels | Membres actuels                                             | Membres actuels |
| ---------------------------- | ----------------- | --------------- | ----------------------------------------------------------- | --------------- |
| Miku Tanaka (田中美空)       | 18 juin 2006      | 18 ans          | Joint le 7 mai 2017                                         | 9e              |
| Miki Yagi (八木美樹)         | 11 décembre 2006  | 18 ans          | Joint le 7 mai 2017                                         | 9e              |
| Sana Shiratori (白鳥沙南)    | 20 juin 2005      | 19 ans          | Joint le 6 mai 2018                                         | 10e             |
| Kokona Nonaka (野中ここな)   | 28 janvier 2006   | 19 ans          | Joint le 6 mai 2018                                         | 10e             |
| Yume Nozaki (野崎結愛)       | 15 novembre 2007  | 17 ans          | Joint le 6 mai 2018                                         | 10e             |
| Miko Todaka (戸高美湖)       | 14 août 2006      | 18 ans          | Joint le 6 mai 2019                                         | 11e             |
| Neo Satō (佐藤愛桜)          | 1er décembre 2006 | 18 ans          | Joint le 6 mai 2019                                         | 11e             |
| Sakia Kimura (木村咲愛)      | 20 février 2009   | 16 ans          | Joint le 6 mai 2019                                         | 11e             |
|                              |                   |                 |                                                             |                 |
| Ayami Mutō (武藤彩未)        | 29 avril 1996     | 29 ans          | 1re leader Diplômée le 25 mars 2012                         | 1re             |
| Ayaka Miyoshi (三吉彩花)     | 18 juin 1996      | 28 ans          | Diplômée le 25 mars 2012                                    | 1re             |
| Airi Matsui (松井愛莉)       | 26 décembre 1996  | 28 ans          | Diplômée le 25 mars 2012                                    | 1re             |
| Suzuka Nakamoto (中元すず香) | 20 décembre 1997  | 27 ans          | 2e leader Diplômée le 31 mars 2013                          | 1re             |
| Mariri Sugimoto (杉本愛莉鈴) | 4 août 2000       | 24 ans          | Joint le 6 mai 2012 Diplômée le 31 mars 2013                | 4e              |
| Raura Iida (飯田來麗)        | 9 avril 1998      | 27 ans          | Diplômée le 30 mars 2014                                    | 1re             |
| Marina Horiuchi (堀内まり菜) | 29 avril 1998     | 27 ans          | 3e leader Diplômée le 30 mars 2014                          | 1re             |
| Nene Sugisaki (杉﨑寧々)     | 8 mai 1998        | 27 ans          | Diplômée le 30 mars 2014                                    | 1re             |
| Hinata Satō (佐藤日向)       | 23 décembre 1998  | 26 ans          | Diplômée le 30 mars 2014                                    | 1re             |
| Yui Mizuno (水野由結)        | 20 juin 1999      | 25 ans          | Joint le 7 août 2010 Diplômée le 29 mars 2015               | 2e              |
| Moa Kikuchi (菊地最愛)       | 4 juillet 1999    | 25 ans          | 4e leader Joint le 7 août 2010 Diplômée le 29 mars 2015     | 2e              |
| Hana Taguchi (田口華)        | 4 mars 2000       | 25 ans          | Joint le 23 juillet 2011 Diplômée le 29 mars 2015           | 3e              |
| Yunano Notsu (野津友那乃)    | 14 décembre 1999  | 25 ans          | Joint le 6 mai 2012 Diplômée le 29 mars 2015                | 4e              |
| Rinon Isono (磯野莉音)       | 16 novembre 2000  | 24 ans          | 5e leader Joint le 23 juillet 2011 Diplômée le 27 mars 2016 | 3e              |
| Saki Ōga (大賀咲希)          | 11 avril 2000     | 25 ans          | Joint le 6 mai 2012 Diplômée le 27 mars 2016                | 4e              |
| Saki Shirai (白井沙樹)       | 28 septembre 2000 | 24 ans          | Joint le 5 mai 2013 Diplômée le 27 mars 2016                | 5e              |
| Sara Kurashima (倉島颯良)    | 24 février 2002   | 23 ans          | 6e leader Joint le 5 mai 2014 Diplômée le 25 mars 2017      | 6e              |
| Mirena Kurosawa (黒澤美澪奈) | 22 mai 2001       | 23 ans          | Joint le 6 mai 2015 Diplômée le 25 mars 2017                | 7e              |
| Aiko Yamaide (山出愛子)      | 1er décembre 2002 | 22 ans          | 7e leader Joint le 5 mai 2013 Diplômée le 24 mars 2018      | 5e              |
| Megumi Okada (岡田愛)        | 4 avril 2002      | 23 ans          | Joint le 5 mai 2014 Diplômée le 24 mars 2018                | 6e              |
| Momoko Okazaki (岡崎百々子)  | 3 mars 2003       | 22 ans          | Joint le 6 mai 2015 Diplômée le 24 mars 2018                | 7e              |
| Maaya Asō (麻生真彩)         | 4 novembre 2003   | 21 ans          | Joint le 6 mai 2015 Diplômée le 30 mars 2019                | 7e              |
| Marin Hidaka (日髙麻鈴)      | 1er décembre 2003 | 21 ans          | Joint le 6 mai 2015 Diplômée le 30 mars 2019                | 7e              |
| Yuzumi Shintani (新谷ゆづみ) | 20 juillet 2003   | 21 ans          | 8e leader Joint le 6 mai 2016 Diplômée le 30 mars 2019      | 8e              |
| Soyoka Yoshida (吉田爽葉香)  | 14 juin 2004      | 20 ans          | Joint le 6 mai 2015 Diplômée le 30 août 2020                | 7e              |
| Kano Fujihira (藤平華乃)     | 28 août 2004      | 20 ans          | 9e leader Joint le 6 mai 2015 Diplômée le 30 août 2020      | 7e              |
| Tsugumi Aritomo (有友緒心)   | 7 septembre 2004  | 20 ans          | Joint le 6 mai 2016 Diplômée le 30 août 2020                | 8e              |
| Momoe Mori (森萌々穂)        | 8 décembre 2004   | 20 ans          | Joint le 6 mai 2016 Diplômée le 30 août 2020                | 8e              |

Chronologie des formations
Le terme "génération" n'est pas officiellement "employé" pour désigner les différentes formations du groupe depuis sa création ; il est cependant "présumé".

## Discographie

### Albums
| #  | Titre                                                                                           | Date de sortie | Classements                | Classements                        | Label                 |
| #  | Titre                                                                                           | Date de sortie | Oricon Weekly Albums Chart | Oricon Weekly Albums Chart         | Label                 |
| #  | Titre                                                                                           | Date de sortie | Top position               | Classé pendant combien de semaines | Label                 |
| -- | ----------------------------------------------------------------------------------------------- | -------------- | -------------------------- | ---------------------------------- | --------------------- |
| 1  | Sakura Gakuin 2010-nendo ~message~ (さくら学院 2010年度 〜message〜)                            | 27 avril 2011  | 54                         | 1                                  | Toy's Factory         |
| 2  | Sakura Gakuin 2011-nendo ~FRIENDS~ (さくら学院 2011年度 〜FRIENDS〜)                            | 21 mars 2012   | 56                         | 2                                  | Universal Music Japan |
| 3  | Sakura Gakuin 2012-nendo ~My Generation~ (さくら学院 2012年度 〜My Generation〜)                | 13 mars 2013   | 39                         | 2                                  | Universal Music Japan |
| 4  | Sakura Gakuin 2013-nendo ~Kizuna~ (さくら学院 2013年度 〜 絆 〜)                                | 12 mars 2014   | 29                         | 2                                  | Universal Music Japan |
| —  | Hōkago Anthology from Sakura Gakuin (放課後アンソロジー from さくら学院)                        | 5 mai 2014     | 96                         | 1                                  | Universal Music Japan |
| 5  | Sakura Gakuin 2014-nendo ~Kimi ni Todoke~ (さくら学院 2014年度 〜君に届け〜)                    | 25 mars 2015   | 18                         | 2                                  | Universal Music Japan |
| 6  | Sakura Gakuin 2015-nendo ~Kirameki no Kakera~ (さくら学院 2015年度 〜キラメキの雫〜)            | 3 mars 2016    | 15                         | —                                  | Amuse                 |
| 7  | Sakura Gakuin 2016-nendo ~Yakusoku~ (さくら学院 2016年度 〜約束〜)                              | 3 mars 2017    | 18                         | —                                  | Amuse                 |
| 8  | Sakura Gakuin 2017-nendo ~My Road~ (さくら学院 2017年度 〜My Road〜)                            | 3 mars 2018    | 16                         | —                                  | Amuse                 |
| 9  | Sakura Gakuin 2018-nendo ~Life - Iro Asenai Hibi~ (さくら学院 2018年度 〜Life 色褪せない日々〜) | 3 mars 2019    | 31                         | —                                  | Amuse                 |
| 10 | Sakura Gakuin 2019-nendo ~Story~ (さくら学院 2019年度 〜Story〜)                                | 3 mars 2020    | 12                         | —                                  | Amuse                 |
| 11 | Sakura Gakuin 2020 Nendo: Thank You ((さくら学院 2020年度 ～Thank you～))                       | 7 août 2021    | —                          | —                                  | Amuse                 |

### Singles
| # | Titre                                                                          | Date de sortie   | Classements                 | Classements                        | Ventes (Oricon)  | Label / Notes              |
| # | Titre                                                                          | Date de sortie   | Oricon Weekly Singles Chart | Oricon Weekly Singles Chart        | Ventes (Oricon)  | Label / Notes              |
| # | Titre                                                                          | Date de sortie   | Top position                | Classé pendant combien de semaines | Première semaine | Label / Notes              |
| - | ------------------------------------------------------------------------------ | ---------------- | --------------------------- | ---------------------------------- | ---------------- | -------------------------- |
| 1 | Yume ni Mukatte / Hello! IVY (夢に向かって / Hello ! IVY)                      | 8 décembre 2010  | 35                          | 2                                  | 2 933            | Toy's Factory              |
| — | Friends (FRIENDS)                                                              | 23 novembre 2011 | —                           | —                                  |                  | Vendu seulement en concert |
| 2 | Verishuvi (ベリシュビッッ)                                                     | 21 décembre 2011 | 29                          | 2                                  | 3 419            | Universal Music Japan      |
| 3 | Tabidachi no Hi ni (旅立ちの日に)                                              | 15 février 2012  | 14                          | 2                                  | 4 797            | Universal Music Japan      |
| 4 | Wonderful Journey (WONDERFUL JOURNEY)                                          | 5 septembre 2012 | 23                          | 1                                  | 5 649            | Universal Music Japan      |
| 5 | My Graduation Toss                                                             | 27 février 2013  | 13                          | 1                                  | 6 963            | Universal Music Japan      |
| 6 | Ganbare!! (顔笑れ!!)                                                           | 9 octobre 2013   | 6                           | 2                                  | 10 233           | Universal Music Japan      |
| 7 | Jump Up ~Chiisana Yūki~ (Jump Up ～ちいさな勇気～)                             | 12 février 2014  | 25                          | 2                                  | 4 021            | Universal Music Japan      |
| — | Heart no Hoshi (ハートの地球)                                                  | 22 octobre 2014  | 4                           | 3                                  |                  | DVD single                 |
| — | Aogeba Tōtoshi ~From Sakura Gakuin 2014~ (仰げば尊し 〜from さくら学院 2014〜) | 4 mars 2015      | 4                           | 3                                  |                  | DVD single                 |

## Clips vidéos
| Artiste       | Titre                                                        | Official YouTube lien |
| ------------- | ------------------------------------------------------------ | --------------------- |
| Sakura Gakuin | Yume ni Mukatte                                              | preview               |
| Sakura Gakuin | Hello! IVY                                                   | preview               |
| Sakura Gakuin | Message                                                      | preview               |
| Sakura Gakuin | Verishuvi                                                    | preview               |
| Sakura Gakuin | Tabidachi no Hi ni                                           | preview               |
| Sakura Gakuin | Wonderful Journey                                            | preview               |
| Sakura Gakuin | My Graduation Toss                                           | preview               |
| Sakura Gakuin | Hana*Hana                                                    | preview               |
| Sakura Gakuin | Ganbare!!                                                    | preview               |
| Sakura Gakuin | Jump Up～Chisana Yūki～                                      | preview               |
| Sakura Gakuin | Heart no Hoshi                                               | preview               |
| Twinklestars  | Dear Mr. Socrates                                            | preview               |
| Twinklestars  | Please! Please! Please!                                      | preview               |
| BABYMETAL     | Doki Doki Morning                                            | regarder              |
| BABYMETAL     | Ii ne!                                                       | regarder              |
| BABYMETAL     | Headbanger!!                                                 | regarder              |
| BABYMETAL     | Ijime, Dame, Zettai                                          | regarder              |
| BABYMETAL     | Megitsune                                                    | regarder              |
| Logica?       | Science Girl Silence Boy (サイエンスガール▽サイレンスボーイ) | preview               |